# Espinosa (Vega Alta)
Espinosa es un barrio ubicado en el municipio de Vega Alta en el estado libre asociado de Puerto Rico. En el Censo de 2010 tenía una población de 11706 habitantes y una densidad poblacional de 1.023,25 personas por km².

## Geografía
Espinosa se encuentra ubicado en las coordenadas 18°24′48″N 66°18′43″O / 18.41333, -66.31194. Según la Oficina del Censo de los Estados Unidos, Espinosa tiene una superficie total de 11.44 km², de la cual 11.43 km² corresponden a tierra firme y (0.07%) 0.01 km² es agua.

## Demografía
Según el censo de 2010, había 11706 personas residiendo en Espinosa. La densidad de población era de 1.023,25 hab./km². De los 11706 habitantes, Espinosa estaba compuesto por el 71.48% blancos, el 16.44% eran afroamericanos, el 0.49% eran amerindios, el 0.22% eran asiáticos, el 0.03% eran isleños del Pacífico, el 8.61% eran de otras razas y el 2.72% pertenecían a dos o más razas. Del total de la población el 98.93% eran hispanos o latinos de cualquier raza.